# Карнота (Іспанія)
Карнота (гал. Carnota, ісп. Carnota) — муніципалітет в Іспанії, у складі автономної спільноти Галісія, у провінції Ла-Корунья. Населення — 4938 осіб (2009).
Муніципалітет розташований на відстані близько 521 км на північний захід від Мадрида, 83 км на південний захід від Ла-Коруньї.
Муніципалітет складається з таких паррокій: Ларіньйо, Ліра, О-Піндо, Сан-Мамеде-де-Карнота, Санта-Комба-де-Карнота.

## Демографія
Динаміка населення (INE ):

## Галерея зображень

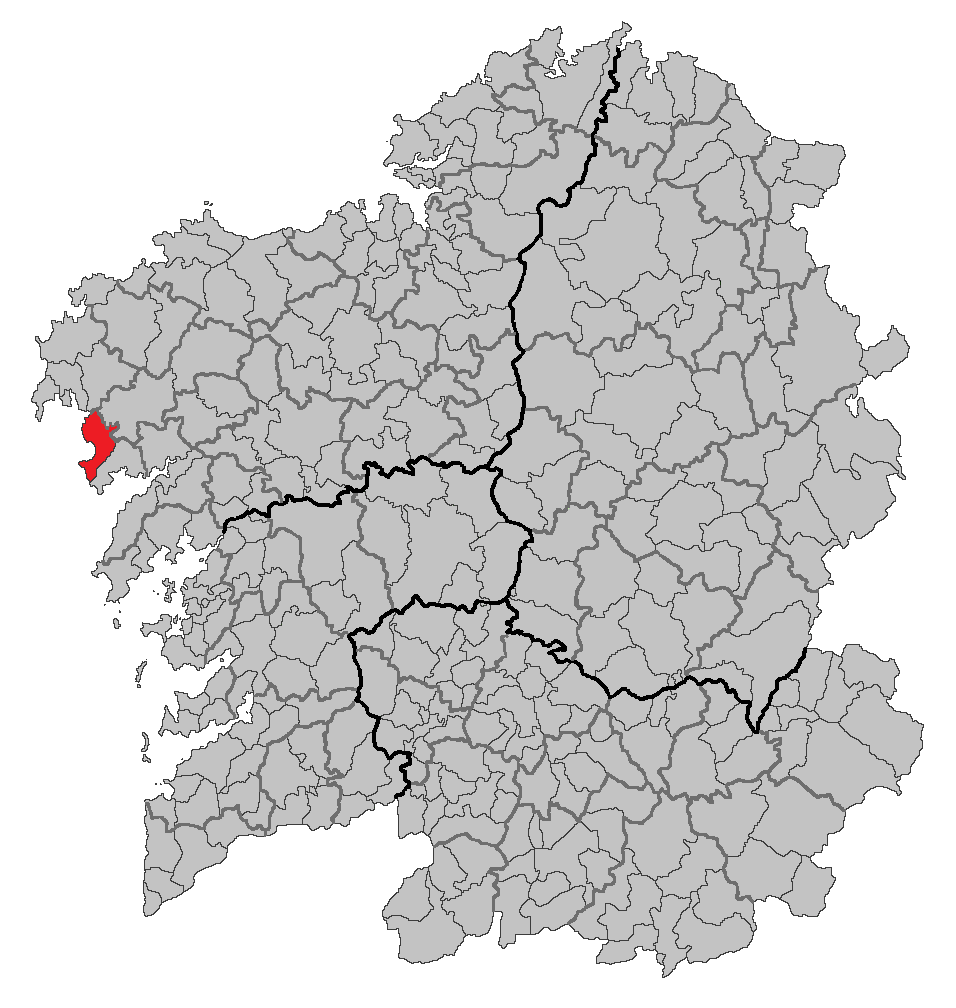
Розташування муніципалітету
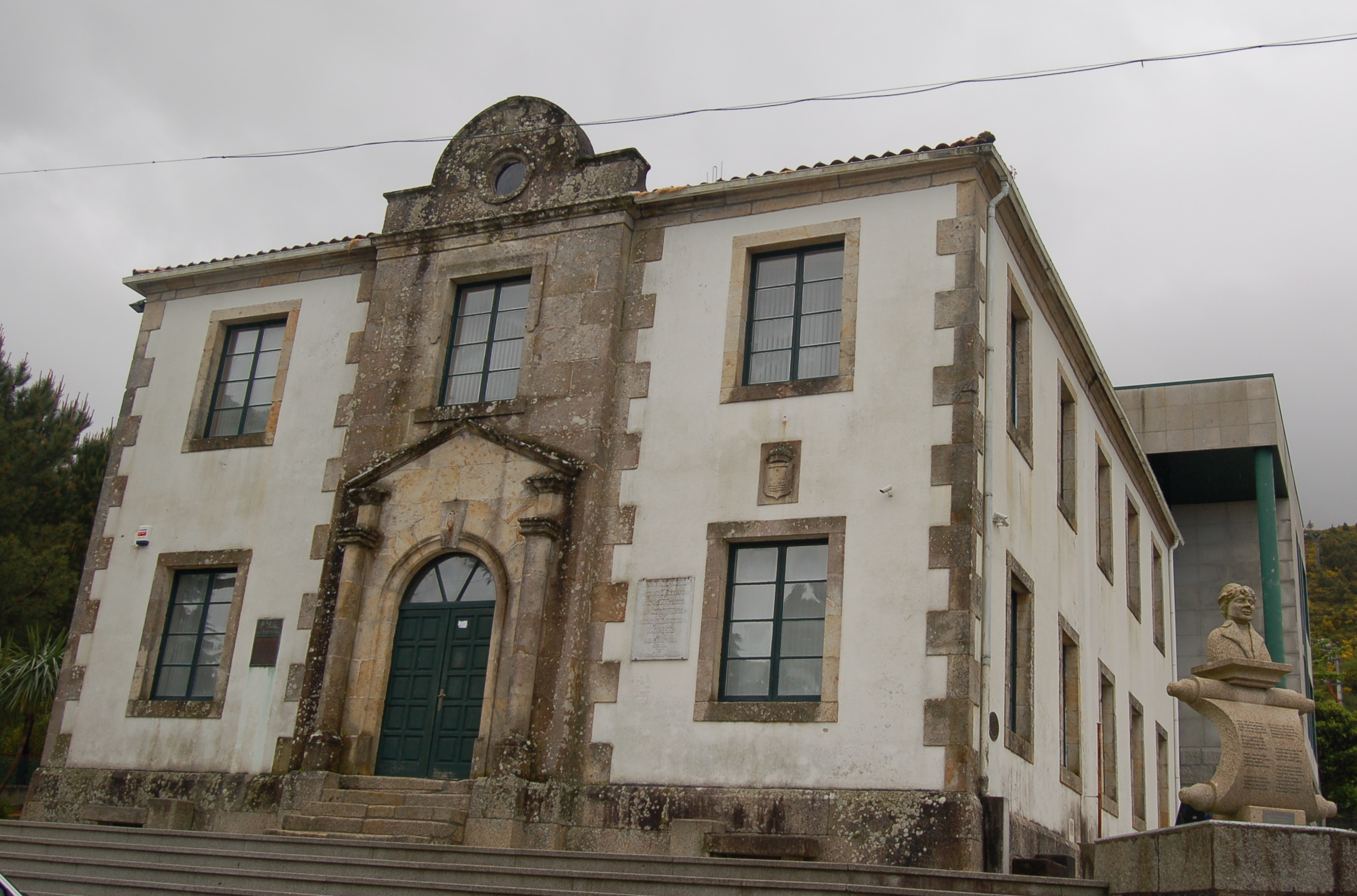
Будинок муніципальної ради
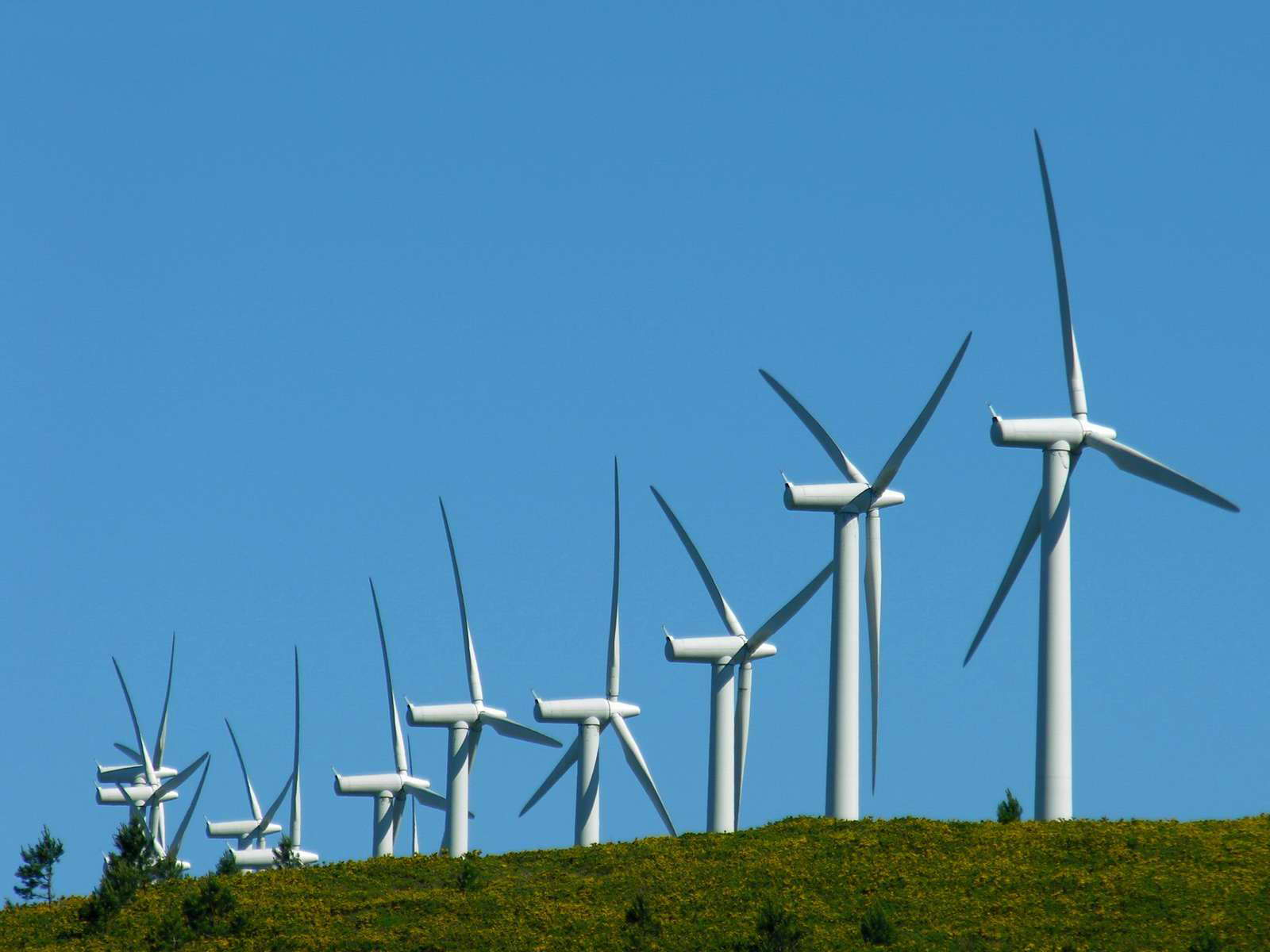
Вітряні електростанції у горах Піндо